# Zwin

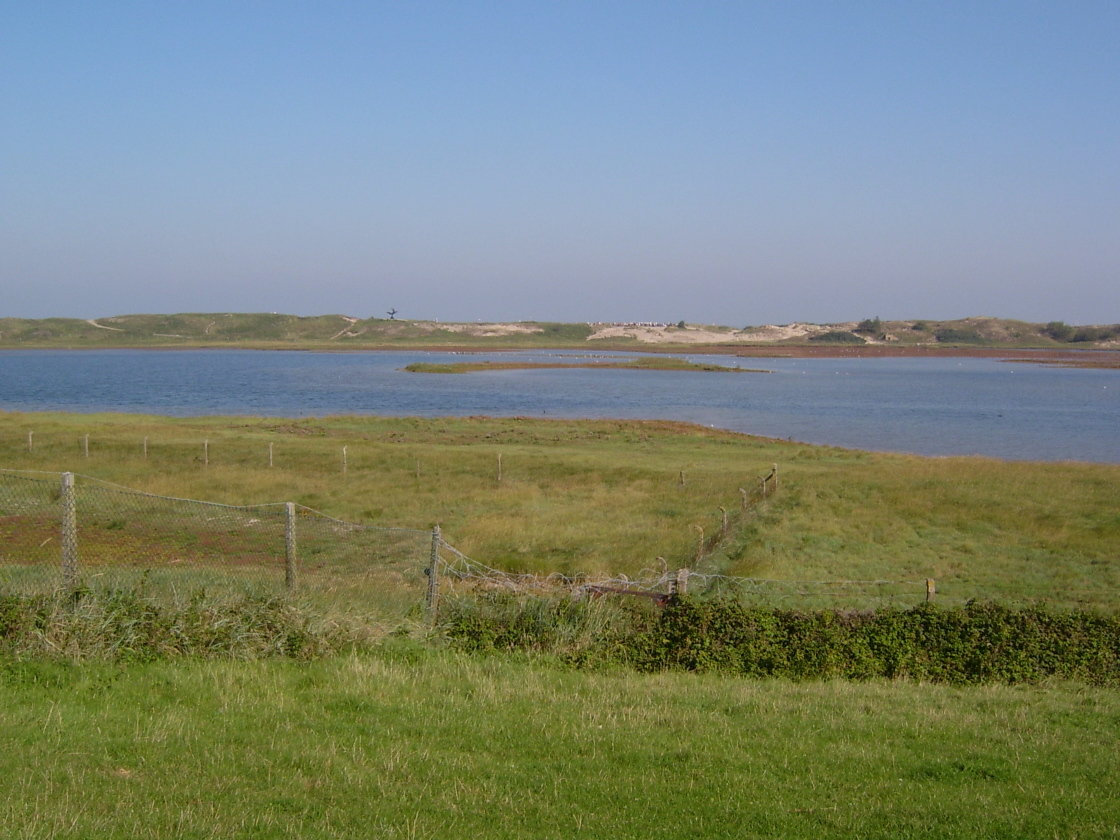
Zwin

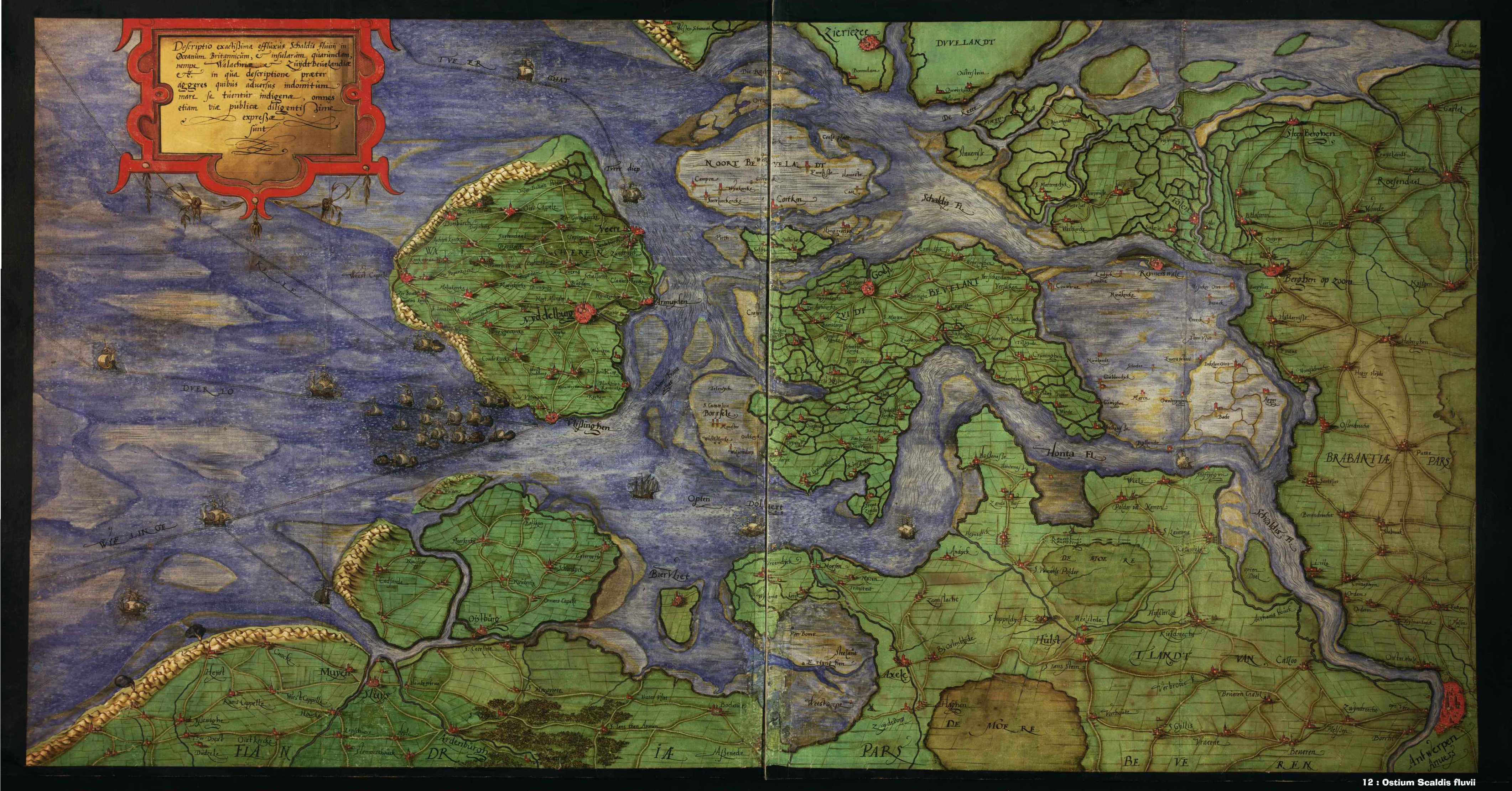
Karte von 1573

Het Zwin (deutsch das Zwin), ein Wasserlauf in Belgien (Provinz Westflandern) und den Niederlanden (Provinz Zeeland), ist eine alte Flussmündung in die Nordsee. Bis er im 16. Jahrhundert versandete, war er ein als Folge einer Sturmflut im Jahr 1134 entstandener Seearm, der sich bis nach Brügge erstreckte und dieser wichtigen Handelsstadt Flanderns über das kanalisierte Flüsschen Reie den Zugang zum Meer bot.
Het Zwin wird auf Deutsch auch der Swin genannt und bildet mit rund 150 Hektar das größte Naturschutzgebiet der belgischen Küste. Das Gebiet erstreckt sich von Knokke bis zur niederländischen Grenze mit der Gemeinde Sluis, wo sich das gleichnamige, kleinere, unter Verwaltung der Vereinigung Het Zeeuws Landschap stehende niederländische Landschaftsschutzgebiet anschließt.

Het Zwin ist insbesondere für seine große Artenvielfalt von heimischen Seevögeln bekannt.